# Berghausen (Königswinter)
Berghausen ist ein Ortsteil der Stadt Königswinter im nordrhein-westfälischen Rhein-Sieg-Kreis. Er gehört zum Stadtteil Oberpleis, am 30. September 2022 zählte er 1.068 Einwohner.

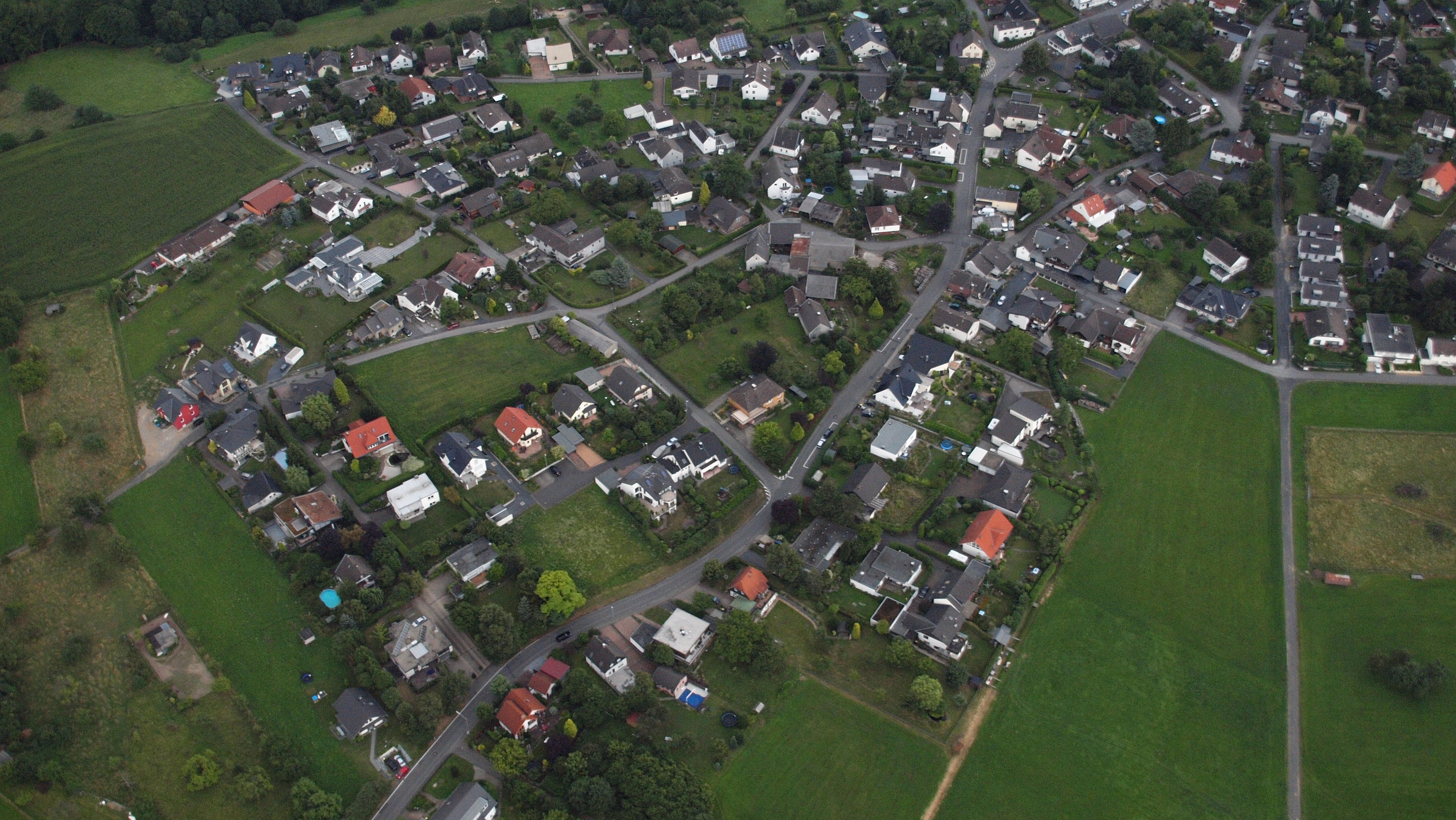
Luftaufnahme von Berghausen

## Geographie
Berghausen liegt etwa zwei Kilometer südöstlich des Ortszentrums von Oberpleis am Übergang vom Pleiser Hügelland im Nordwesten zum nach Südosten zur Asbacher Hochfläche ansteigenden Niederwesterwald. Die Ortschaft erstreckt sich am Nordwesthang des Hühnerbergs (Basaltsteinbruch) oberhalb und östlich des Pleisbachtals und umfasst Höhenlagen zwischen 180 und knapp 250 m ü. NHN. Zu den nächstgelegenen Ortschaften gehören Sandscheid im Norden, Bennerscheid im Nordosten, Willmeroth im Osten, Hühnerberg im Süden, Nonnenberg im Südwesten, Dahlhausen im Westen sowie Herresbach im Nordwesten. Nördlich von Berghausen verläuft die Landesstraße 268 (Oberpleis–Uckerath).
Die Gemarkung Berghausen umfasst die Ortschaften Berghausen, Dahlhausen (teilweise), Herresbach (teilweise), Nonnenberg, Sandscheid und Willmeroth. Sie grenzt (im Uhrzeigersinn) an die Gemarkungen Oberpleis, Oberhau, Aegidienberg (Stadt Bad Honnef), Ittenbach und Hasenpohl.

## Geschichte

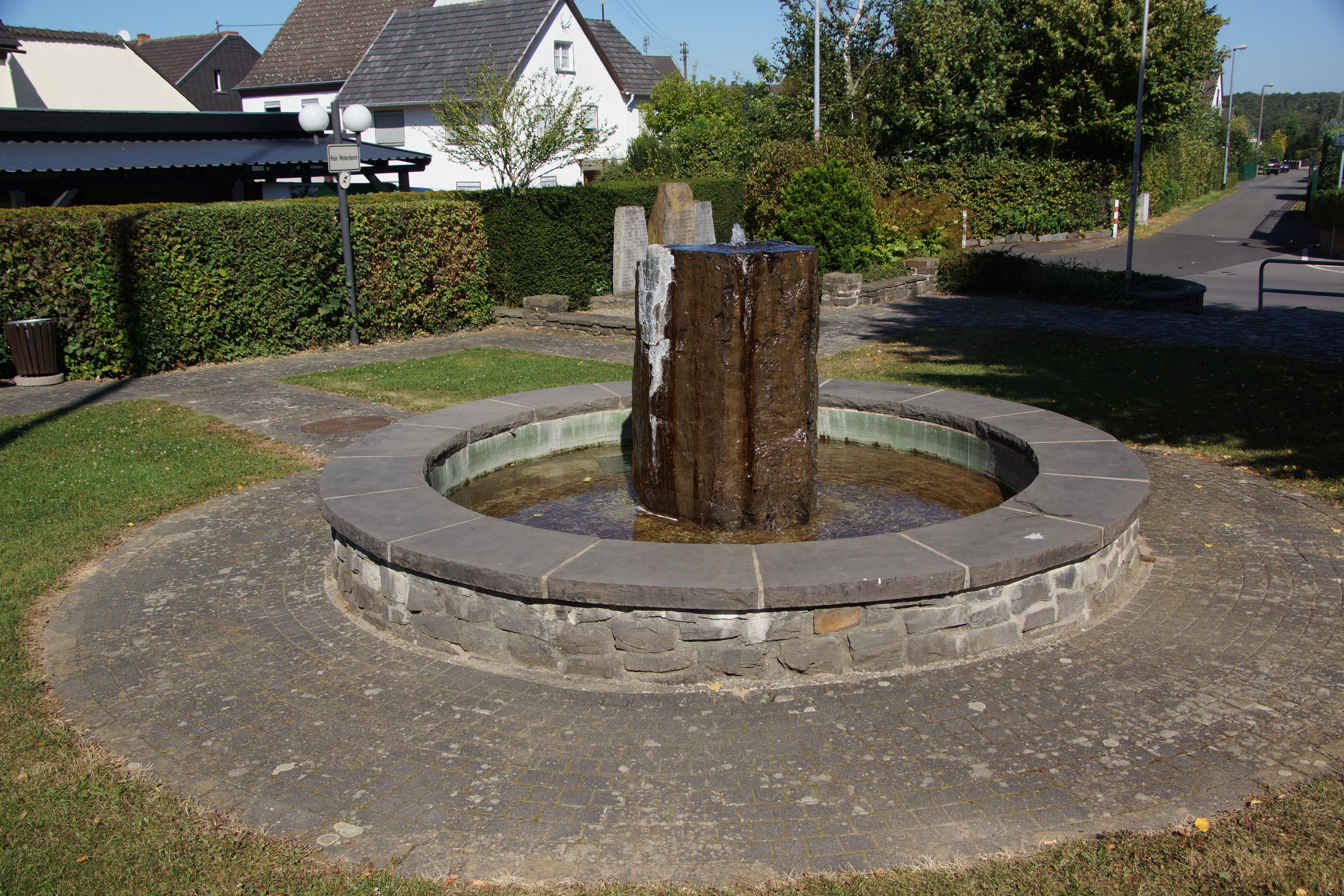
Brunnen

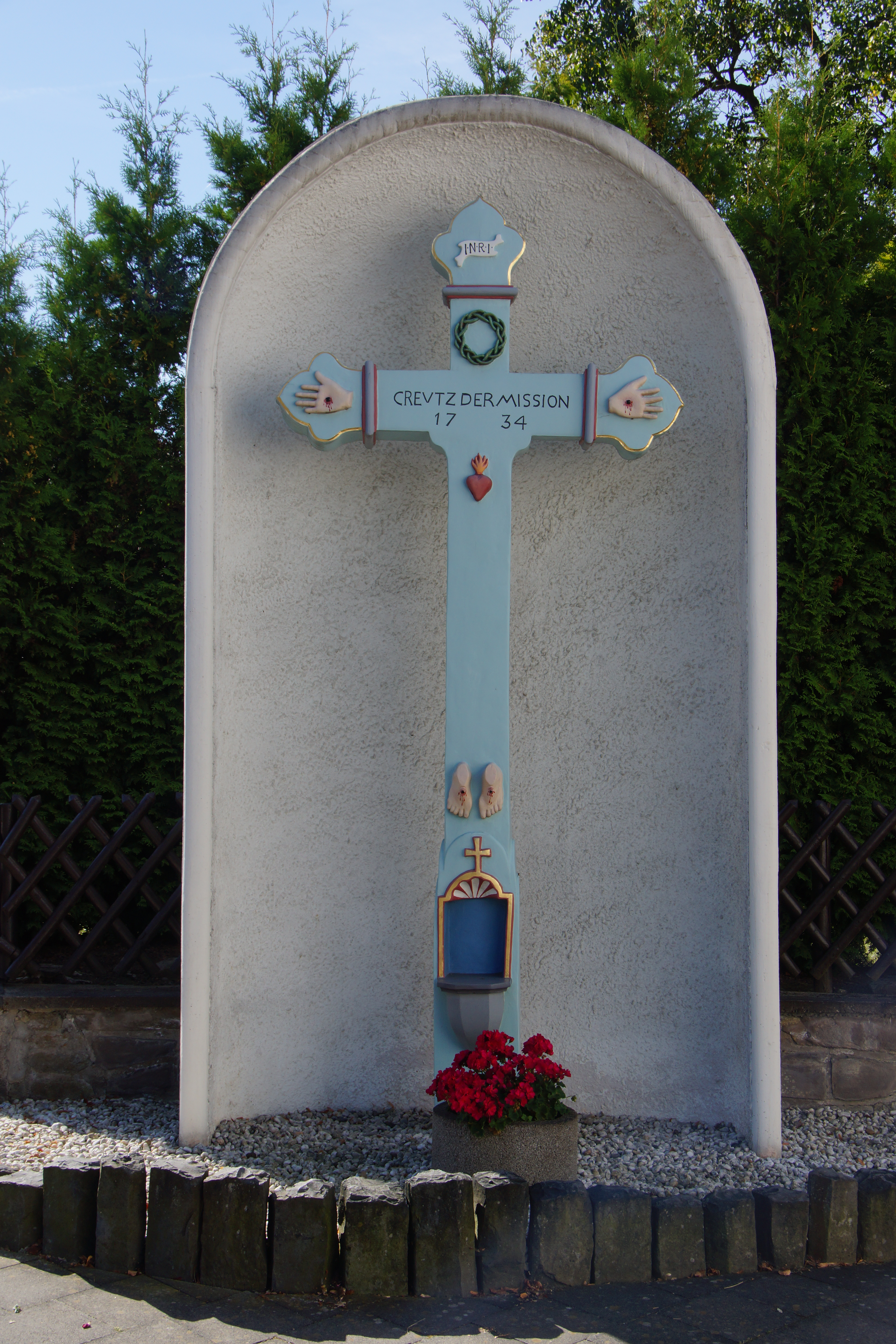
Wegekreuz von 1734

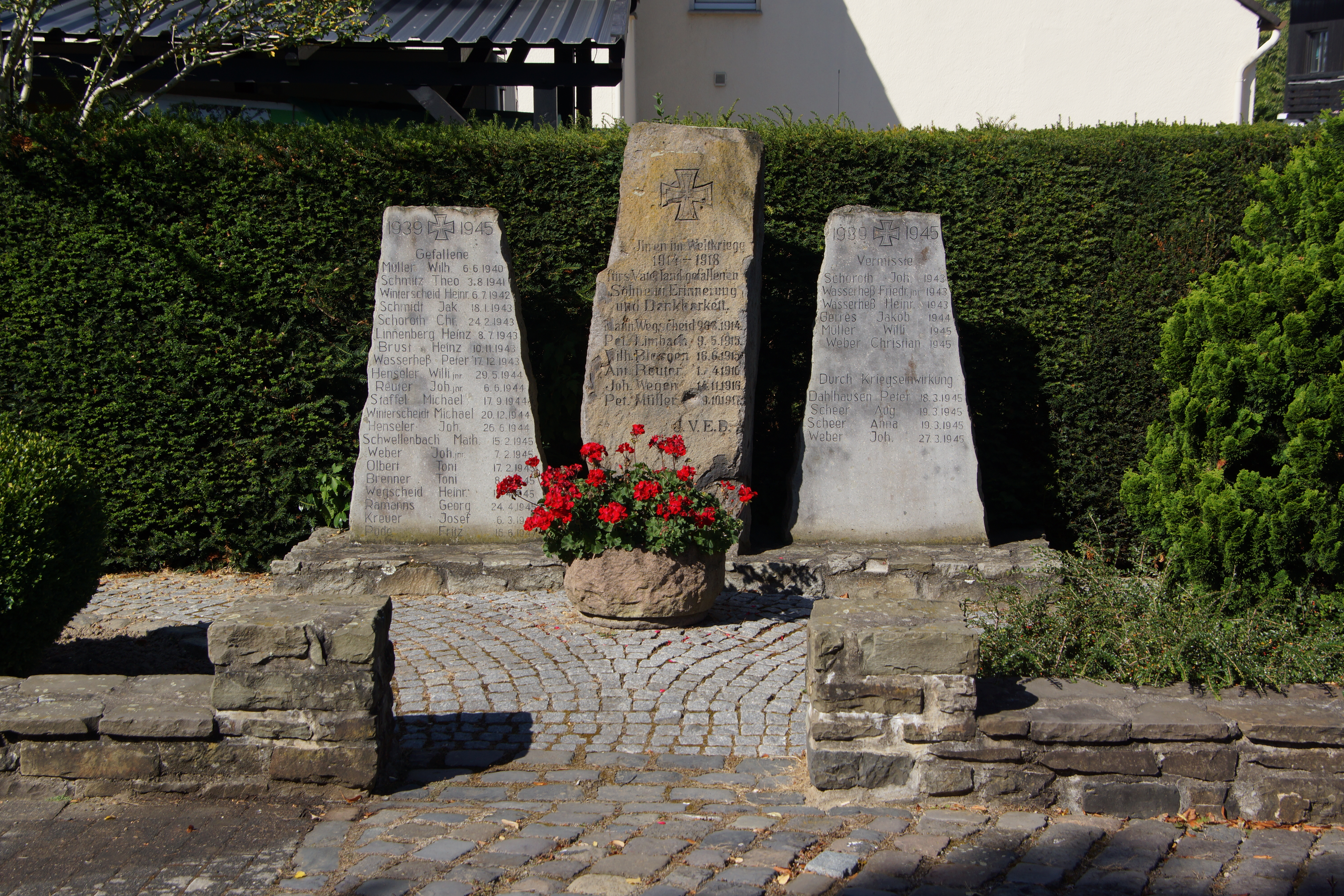
Kriegerdenkmal

Berghausen (früher Berghusen) war eine von zuletzt fünf Honschaften, aus denen sich das Kirchspiel Oberpleis im bergischen Amt Blankenberg spätestens von 1555 bis zur Auflösung des Herzogtums Berg im Jahre 1806 zusammensetzte. Die Honschaft Berghausen umfasste auch die Orte Talhausen und Nonnenberg. Ende des Jahres 1808 wurde die vormalige Honschaft in eine nicht eigenständige Gemeinde bzw. einen Ortsbezirk der Mairie Oberpleis (ab 1813 „Bürgermeisterei Oberpleis“) überführt, die verwaltungsmäßig zum Kanton Hennef im Großherzogtum Berg gehörte.
In preußischer Zeit (ab 1815) blieb Berghausen als Kataster- bzw. Steuergemeinde Teil der Bürgermeisterei Oberpleis und wurde dem Kreis Siegburg (ab 1825 „Siegkreis“) zugeordnet. Die Gemeinde wurde 1845/46 in die neugebildete und politisch eigenständige Gemeinde Oberpleis eingegliedert. Bis 1969 blieb Berghausen ein Ortsteil der Gemeinde Oberpleis. Die Gemarkung Berghausen in den Grenzen der Mitte des 19. Jahrhunderts aufgelösten Gemeinde besteht bis heute.
Einwohnerentwicklung
| Jahr | Einwohner |
| ---- | --------- |
| 1816 | 215       |
| 1828 | 238       |
| 1843 | 283       |
| 1885 | 251       |
| 1905 | 278       |

## Sehenswürdigkeiten
Als Baudenkmal unter Denkmalschutz stehen zwei Wegekreuze. Das ältere der beiden (Ecke Goldbergweg/Berghausener Straße) ist ein Missionskreuz aus dem Jahre 1734 und wurde 1983 erneuert. Es ist aus Eichenholz beschaffen, enthält eine Passionsdarstellung und steht in einer Rundbogennische aus Beton, die dem Witterungsschutz dient und bei der Erneuerung entstand. Es gilt als eines der ältesten erhaltenen Holzkreuze der Region. Das jüngere Kreuz (Bitzerweg 19), ein geschnitztes Holzkreuz mit Schutzbedachung, geht auf das Jahr 1828 zurück und zeigt ebenfalls Symbole für das Leiden Christi.
An die Opfer der beiden Weltkriege erinnert in Berghausen ein Kriegerdenkmal, das bereits in reduzierter Form nach dem Ersten Weltkrieg errichtet wurde.

## Persönlichkeiten
- Siegfried Wischnewski (1922–1989), deutscher Schauspieler, lebte zuletzt in Berghausen